# Pfarrhaus Himmelreich 4

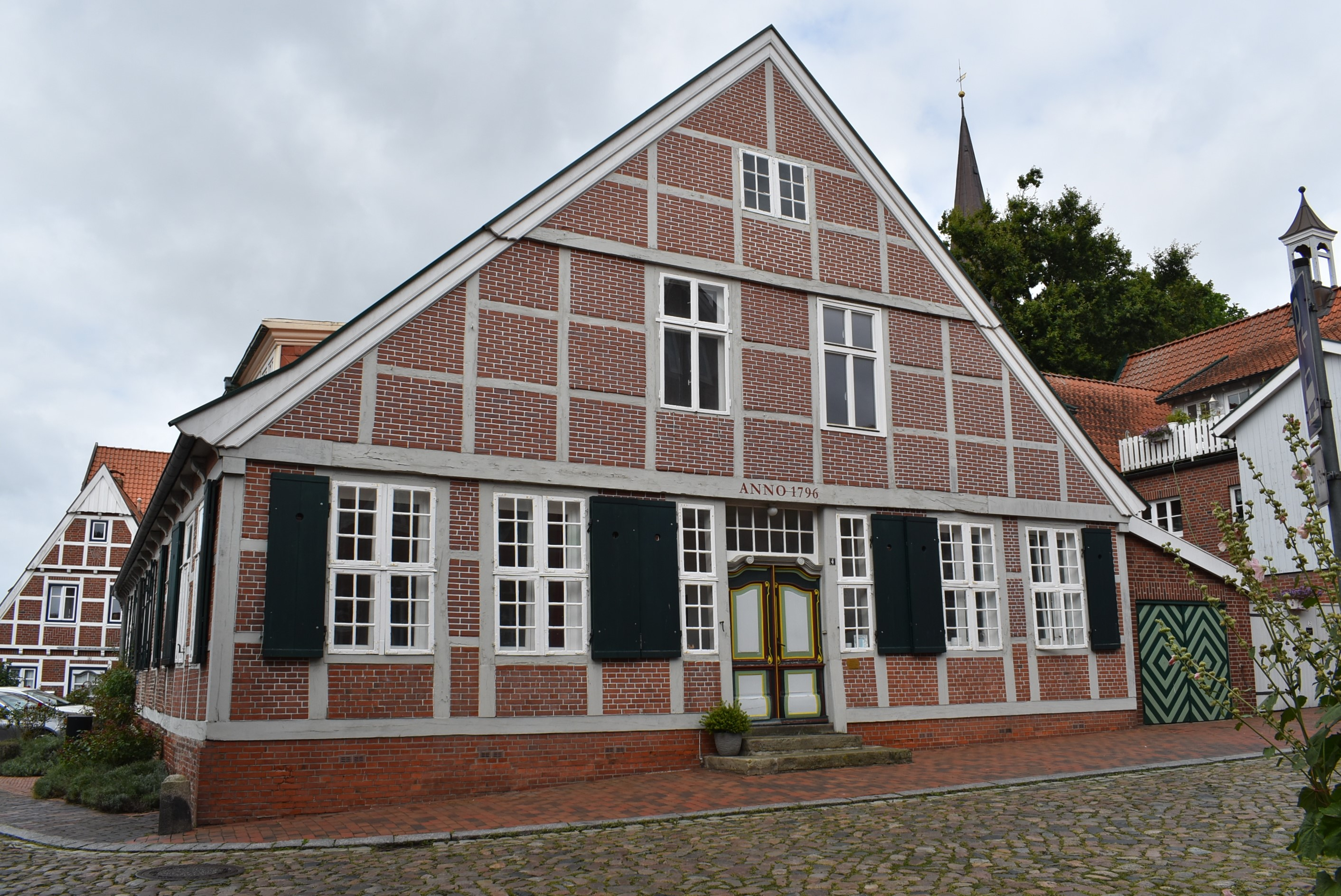
Pfarrhaus, Ostfassade (2021); rechts halb im Bild die Alte Lateinschule

Das ehemalige Pfarrhaus Himmelreich 4 bei der St. Severikirche in der niedersächsischen Samtgemeinde Land Hadeln, Gemeinde Otterndorf im Landkreis Cuxhaven, stammt vom Ende des 18. Jahrhunderts. Aktuell (2024) wird es als Kirchenbüro und Wohnhaus genutzt.
Das Gebäude steht unter Denkmalschutz (siehe auch Liste der Baudenkmale in Otterndorf).

## Geschichte und Beschreibung
Otterndorf war der Hauptort des Landes Hadeln. 1400 erhielt er von Herzog Erich von Sachsen-Lauenburg das Stadtrecht. Die ehemalige Wurtsiedlung Otterndorf liegt um die Kirche herum an den Straßen Johann-Heinrich-Voß-Straße und Himmelreich. Sie besteht als Siedlungskern bereits seit dem Mittelalter. Ihre zumeist Fachwerkbauten aus dem 17. und 18. Jahrhundert sind in der Regel giebelständig und damit größtenteils zum ehemaligen Kirchhof ausgerichtet.
Das eingeschossige Eckgebäude in Fachwerk mit Steinausfachungen und mit ziegelgedecktem Satteldach wurde 1796 (Inschrift) gebaut. Die regelmäßige Fachwerkstruktur kragt in dem östlichen Giebeldreieck zweifach leicht vor.
Der denkmalgeschützte Straßenraum mit Straßenpflasterung ist ein Bestandteil der Wurtsiedlung.